# 3ª Armata combinata delle guardie "Lugansk-Severodoneck"
La 3ª Armata combinata delle guardie "Lugansk-Severodoneck" (in russo 3-я гвардейская Луганско-Северодонецкая общевойсковая армия?, 3-ja gvardejskaja Lugansko-Severodoneckaja obščevojskovaja armija) è una formazione delle Forze terrestri russe, facente parte del Distretto militare meridionale e con base a Luhans'k, de facto occupata dalla Russia dal 2014. È stata costituita nel 2024 dalla riorganizzazione del 2º Corpo d'armata delle guardie (in russo 2-й гвардейский армейский корпус?, 2-j gvardejskij armejskij korpus, unità militare 77077).

## Storia
Il 2º Corpo d'armata trae le sue origini dalla Milizia Popolare della Repubblica Popolare di Lugansk, subordinata all'Esercito del Sud-Est. La Milizia Popolare è stata ufficialmente formata il 7 ottobre 2014 con decreto del capo della repubblica separatista, Igor' Plotnickij.
A seguito dell'annessione del territorio occupato della regione di Luhans'k da parte della Federazione Russa il 30 settembre 2022, il 3 ottobre la Duma di Stato ha approvato una legge che prevede l'integrazione obbligatoria delle unità militari separatiste nelle forze armate russe retroattivamente. Il 31 dicembre 2022 il 2º Corpo d'armata è stato ufficialmente incorporato nelle Forze Armate della Federazione Russa con il nome di 2º Corpo d'armata delle guardie "Lugansk-Severodoneck", subordinato all'8ª Armata combinata delle guardie. All'inizio del 2023 sono state costituite la 85ª e 88ª Brigata fucilieri motorizzata come unità subordinate al corpo.
Il 13 maggio 2023 è stato ucciso in combattimento il vice comandante e ufficiale politico del corpo d'armata, colonnello Evgenij Brovko. Nei mesi successivi di giugno e luglio sono stati uccisi il vice comandante e il comandante dell'85ª Brigata fucilieri motorizzata, maggiore Timur Chuziev e colonnello Aleksandr Gorin.
Nel 2024 il 2º Corpo d'armata è stato riorganizzato nella 3ª Armata combinata delle guardie.
Nel novembre 2024 il comando militare russo ha arrestato il comandante e il capo di stato maggiore dell'armata, insieme al comandante della 7ª Brigata fucilieri, a seguito di resoconti esagerati ed errati da loro riportati sulle presunte avanzate russe nei pressi di Bilohorivka. Sempre per la stessa ragione, anche la 6ª e la 123ª Brigata sono state messe sotto ispezione.

## Ordine di battaglia
- 4ª Brigata fucilieri motorizzata (unità militare 40318)
- 6ª Brigata fucilieri motorizzata cosacca delle guardie "Lysyčans'k-M. I. Platov" (unità militare 41624)
- 7ª Brigata fucilieri motorizzata delle guardie "Čystjakove" (unità militare 40321)
- 85ª Brigata fucilieri motorizzata (unità militare 78064)[14]
- 88ª Brigata fucilieri motorizzata (unità militare 26388)[14]
- 123ª Brigata fucilieri motorizzata delle guardie "Kliment Vorošilov" (unità militare 40463)
- 2ª Brigata artiglieria delle guardie (unità militare 23213)[15]
- 201º Reggimento fucilieri motorizzato (unità militare 20666)
- 202º Reggimento fucilieri motorizzato (sciolto nel settembre 2022)[16]
- 204º Reggimento fucilieri motorizzato (sciolto nel settembre 2022)[16]
- 206º Reggimento fucilieri motorizzato
- 208º Reggimento fucilieri motorizzato
- 1102º Reggimento fucilieri motorizzato (unità militare 29331)[17]
- 204º Reggimento specnaz "Akhmat"[18]
- 39º Reggimento difesa NBC (unità militare 16390)[19]
- Reggimento comando "Luhans'k" (unità militare 44444)
- 4º Battaglione corazzato autonomo (unità militare 64064)[20]
- Battaglione missilistico contraereo (unità militare 23023)
- Battaglione ricognizione (unità militare 55055)
- Battaglione comunicazioni (unità militare 73604)
- Battaglione manutenzione (unità militare 13931)
- Battaglione logistico (unità militare 14941)
- Compagnia genio (unità militare 11011)
- Compagnia guerra elettronica (unità militare 05776)

## Comandanti
- Maggior generale Sergej Kuzovlev (2014 - 2015)[21]
- Tenente generale Sergej Judin (2015)[22]
- Maggior generale Evgenij Nikiforov (2015 - 2016)[23]
- Tenente generale Esedulla Abačev (2022 - 2023)[24]
- Tenente generale Dmitrij Ovčarov (2023 - in carica)[25][26]